# معدن الکسینسکی
معدن الکسینسکی - یک محل دفن زباله برای زباله‌های خانگی است که در کلین، در محدوده ۷۰ واقع شده است. کیلومتری مسکو، کشور روسیه. این معدن حدود ۵ میلیون متر مکعب زباله جامد شهری را در خود جای می‌دهد. هر روز بیش از ۲۵۰ کامیون زباله با حجم ۱۵ متر مکعب به آن وارد می‌شوند. ارتفاع محل دفن زباله حدود ۲۵ متر است. از سال ۲۰۱۴، این محل دفن زباله حدود ۴ میلیون تن زباله را در خود جای داده است. معدن الکسینسکی تهدیدی برای سلامت مردم است.

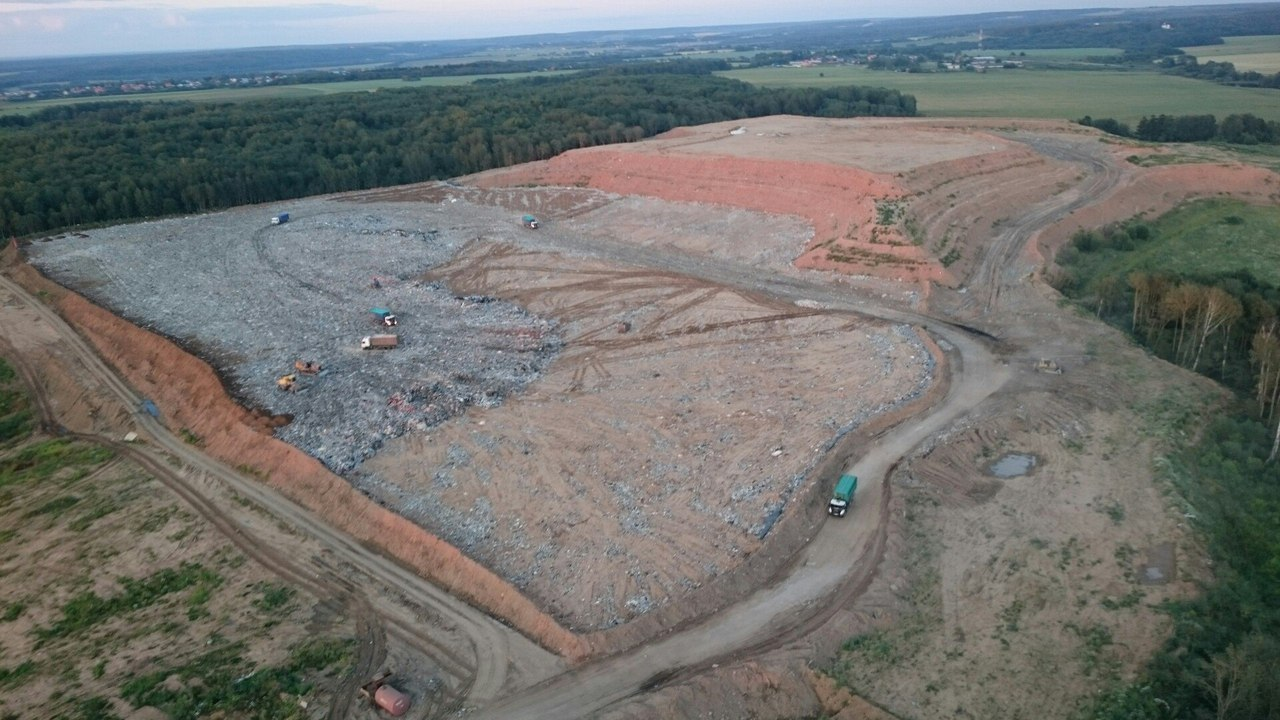
محل دفن زباله «معدن الکسینسکی» در کنار کلین، آگوست ۲۰۱۷

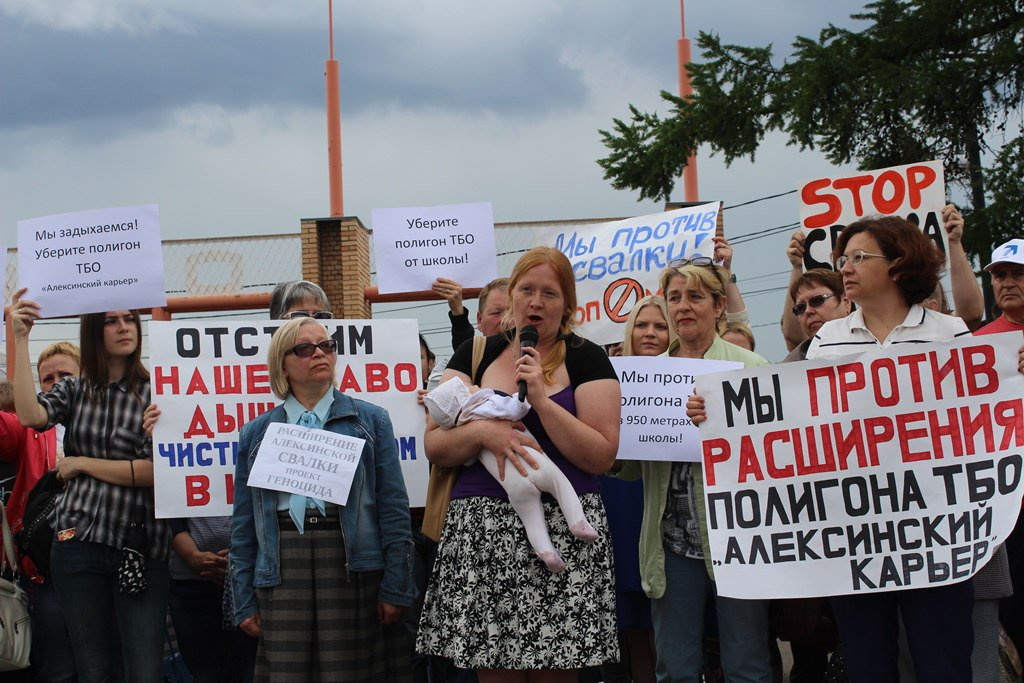
تظاهرات علیه بوی بد محل دفن زباله در کلین

## تاریخچه محل دفن زباله
معدن الکسینسکی در فاصله ۲ کیلومتری واقع شده است. کیلومتر از شهر کلاین، ۱ کیلومتر از یک مدرسه و کمتر از ۵۰۰ متر از خانه‌های ساکنان فاصله دارد. ابتدا شن و ماسه در آنجا حفاری شد، اما سپس به یک محل دفن زباله محلی برای کلاین تبدیل شد. از سال ۱۹۹۳ تا ۲۰۱۳، حدود ۱٫۵ میلیون تن زباله در این محل دفن زباله جمع شد.
به دستور رئیس‌جمهور روسیه، این محل دفن زباله به همراه سایر محل‌های دفن زباله در استان مسکو در سال ۲۰۱۳ باید بسته و احیا می‌شد. در فوریه ۲۰۱۴، وزارت محیط زیست استان مسکو از پایان بهره‌برداری از این محل دفن زباله به دلیل کاهش ظرفیت مجاز خبر داد. در همان سال، با نقض قانون روسیه، این محل دفن زباله که در فهرست دفع زباله‌های جامد شهری قرار نداشت، کار خود را از سر گرفت. میلیون‌ها تن زباله بدون هیچ گونه کنترل فرایند دفع، از مسکو وارد این منطقه شد. در دوره ۲۰۱۴ تا ۲۰۱۵، یک معدن شن و ماسه عمیق به تپه‌ای عظیم تبدیل شد. در سال ۲۰۱۴ حدود سه میلیون تن زباله دفن شد، به عبارت دیگر، دو برابر مقدار زباله‌ای که در ۲۰ سال گذشته دفن شده بود.

## فاجعه زیست‌محیطی
مقامات محلی ابتدا مشکل را نادیده گرفتند، سپس قول دادند که آن را حل کنند و در نهایت برای قانونی کردن محل دفن زباله اقدام کردند. محل دفن زباله مجوز انتشار گازهای گلخانه‌ای دریافت کرد و در فهرست دفع زباله‌های جامد شهری قرار گرفت. به ساکنان اجازه داده نشد که این اسناد را بررسی کنند. طبق گزارش وزارت محیط زیست استان مسکو، شرکت عامل مرتباً الزامات پروژه را نقض می‌کرد و زباله‌ها را بدون لایه‌های خاک بدون پوشش رها می‌کرد و از هیچ گونه تصفیه زباله و فناوری‌های جذب گاز محل دفن زباله استفاده نمی‌کرد. همه این تخلفات منجر به تأثیر جدی بر محیط زیست شده است. شیرآبه به آب‌های زیرزمینی نشت کرده است. مردم هر روز بوی مسمومیت ناشی از گازهای محل دفن زباله را احساس می‌کنند. گله‌های مرغ دریایی عملکرد یک فرودگاه محلی را به خطر می‌اندازند. این بو بر بازدیدکنندگان خانه-موزه دولتی چایکوفسکی تأثیر می‌گذارد.
در سال ۲۰۱۷، وزارت موقعیت‌های اضطراری تشخیص داد که غلظت سولفید هیدروژن در هوا در محل زندگی ۲۵ برابر از حد مجاز فراتر رفته است.
مقامات محلی در حالی که قصد دارند مساحت محل دفن زباله را دو برابر کنند، مدام به مردم اطمینان می‌دهند که همه چیز تحت کنترل است و هیچ جای نگرانی وجود ندارد.
تظاهراتی که از تعطیلی و احیای محل دفن زباله الکسینسکی حمایت می‌کردند، بیش از ۵۰۰ نفر را گرد هم آورد